# Молодая Гвардия Единой России
«Молода́я Гва́рдия Еди́ной Росси́и» (МГЕР) — молодёжное общероссийское объединение партии «Единая Россия», основанное 16 ноября 2005 года.

## История
27 апреля 2000 года состоялся учредительный съезд молодёжной общероссийской общественной организации «Молодёжное единство» под девизом «Нам продолжать историю», являющейся молодёжным крылом партии Единство, председателем которой была избрана депутат Госдумы РФ 3-го созыва, телеведущая Александра Буратаева. Приём в члены организации осуществлялся с 14 лет, верхней границы возраста не существовало.
16 ноября 2005 года в Воронеже, в санатории им. Дзержинского и на территории закрытого Воронежского акционерного самолётостроительного общества (ВАСО) состоялся IV съезд «Молодёжного единства» на котором организация была распущена и на её месте учреждена Всероссийская общественная организация «Молодая Гвардия Единой России», изменена руководящая организационная структура, создав Координационный совет (КС), состоящий из координаторов федеральных округов под председательством координатора по Сибирскому ФО Татьяны Вороновой.
Так же в члены координационного совета вошли: координатор по молодёжной политике центрального аппарата партии Единая Россия Андрей Турчак, координатор МГЕР по идеологии и шоумен Иван Демидов, координатор МГЕР по культуре и кинорежиссёр Фёдор Бондарчук, координатор МГЕР по спорту и тренер сборной России по теннису Андрей Южный, координатор программ занятости молодёжи и Председатель Правления Российских студенческих отрядов Алексей Рябцевич, координатор по Уральскому ФО Руслан Гаттаров и другие
10 апреля 2006 года «Молодая Гвардия» запустила федеральный проект «ПолитЗавод-2006» который предоставлял 20 % мест для молодёжи в партийных списках партии Единая Россия
Основными партийными наставниками МГЕР от Единой России являются Вячеслав Володин и Ирина Яровая.
В 2007 году на II съезде ВОО «Молодая Гвардия Единой России» председателем Координационного совета избран Андрей Турчак, учрежден «Общественный совет» — состоящий из представителей шоубизнеса и молодёжных общественных организаций, а также «Политический совет» — состоящий из региональных руководителей отделений, под председательством Надежды Орловой. Учреждён федеральный волонтёрский проект «Я доброволец» — под руководством Яны Лантратовой.
24 июня 2008 года на Набережной Тараса Шевченко в новом формате, уличного молодёжного лагеря прошёл III съезд ВОО «Молодой Гвардии Единой России», на котором председателем Координационного совета МГЕР избран молодой депутат Смоленской областной думы Артём Туров, председателем Политического совета Руслан Гаттаров, учреждёны федеральные проекты: «Я-гражданин», «Экологи-Я», «Яростный стройотряд», утверждён манифест. От партии съезд приветствовал Андрей Исаев
В 2009 году, Координационный совет возглавил Руслан Гаттаров сохранив так же за собой должность председателя Политического совета МГЕР.
Со 2 по 9 августа 2009 года, на территории оздоровительного центра «Никольской», Усманского района Липецкой области прошёл первый Всероссийский молодёжный политический форум (палаточный лагерь) под названием «Гвардия-2020» организованный «Молодой гвардией», для своих членов и активистов. Форум был создан как ответ Нашим на их форум Селигер.
22 декабря 2010 года в Москве, на территории КВЦ Сокольники под девизом «Эволюция», прошёл IV Съезд ВОО «Молодая Гвардия Единой России» на котором был избран новый состав Координационного и Общественного советов. Новым председателем Координационного совета стал Тимур Прокопенко, сопредседателями избраны Алёна Аршинова и Артём Туров. На съезде выступил Председатель Высшего Совета партии Единая Россия, Председатель Государственной думы 5-го созыва Борис Грызлов, так же на съезде выступила Анна Чапман вошедшая в члены общественного совета. Съезд был оформлен в виде клубной вечеринки, его делегаты не имели сидящих мест и стоя размахивали флагами.
С 18 по 23 июля 2010 года, в Нальчике, на берегу курортного озера, прошёл второй Всероссийский молодёжный политический форум (палаточный лагерь) под названием «Кавказ-2020» организованный «Молодой гвардией», для своих членов и активистов.
27 апреля 2011 года, «Молодая Гвардия» запустила федеральный проект «Молодёжный праймериз-2011», (аналог ранее существовавшего проекта «ПолитЗавод-2006»), который предоставлял квоты для молодёжи в партийных списках Единой России.
С 11 по 16 июля 2011 года, на территории оздоровительного центра «Никольской», Усманского района, Липецкой области, где в 2009 проходил форум «Гвардия-2020» прошёл общероссийский молодёжный съезд (палаточный лагерь) под названием «ON-Форум» организованный «Молодой Гвардией», для своих и активистов молодёжных организаций входящих в члены Общероссийского народного фронта (ОНФ)
4 декабря 2011 года, глава «Молодой Гвардии» Тимур Прокопенко по партийным списком партии Единая Россия был избран депутатом Государственной думы 6-го созыва.
В феврале 2012 года он был назначен заместителем руководителя Управления внутренней политики Администрации Президента РФ.
С 2012 году МГЕР не проводил совместных мероприятий с Единой Россией, сосредоточившись на работе со студенчеством.
С 13 по 17 августа 2012 года на территории оздоровительного центра «Никольской», Усманского района, Липецкой области, где в 2009 проходил форум «Гвардия-2020» и в 2011 «ON-Форум», прошёл общероссийский образовательный палаточный лагерь под названием «Гвардейск-2012» организованный «Молодой Гвардией», для своего актива. В последний день работы лагеря, 17 августа состоялся V съезд ВОО «Молодой Гвардии Единой России» который избрал председателя Координационного совета (главой организации) координатора проекта «Я — спасатель» Максима Руднева, сопредседателем молодой депутат городской думы города Шахты Екатерина Стенякина.
21 июля 2014 года координационный совет МГЕР избрал своим председателем, руководителя московского отделения Дениса Давыдова. Бывший председатель Максим Руднев занял пост зам. главы центрального исполкома партии Единая Россия по проектной деятельности.
В 2015 году, новое руководство Росмолодёжь во главе молодогвардейца Сергея Поспелова заменила форум Наших (Селигер), на новый форум «Территория смыслов».
В октябре 2016 г. был создан Центр социологии студенчества, расположенный в одном здании с офисом МГЕР и руководимый членом её координационного совета Ириной Володченко. Организация стала известной из-за проведения социологических опросов (в том числе в интернете), о результатах которых сообщали государственные информагентства РИА-Новости и ТАСС.

## Общественный совет
В созданный «Общественный совет» ВОО «Молодой Гвардии Единой России» в разное время входили известные телеведущие и актёры: с 2007 года — Фёдор Бондарчук, Юлия Бордовских, Татьяна Геворкян, Дмитрий Губерниев, Владимир Легойда, Игорь Петренко, Ирина Пудова, фигурист Антон Сихарулидзе, Владислав Топалов, с 2008 года конькобежка Светлана Журова избранная в партсписках депутатом Госдумы, с 2010 года Анна Чапман. В общественный совет входят экс вице-губернатор Саратовской области Денис Фадеев, космонавт Максим Сураев, депутаты Госдумы Мария Кожевникова и Сергей Тен. В разные времена в Общественный совет МГЕР входили народные артисты России братья Аскольд Запашный и Эдгард Запашный, олимпийские чемпионы Наталья Ищенко и Андрей Сильнов, чемпион мира по боксу среди профессионалов Дмитрий Пирог, в 2011 году Чуев, Сергей Владимирович, заместитель руководителя Федерального агентства по делам молодёжи (с 2014 года).

## Противостояние с оппозицией
Организация используется как инструмент «разъяснительной работы» в молодежной среде и противодействия оппозиции. В качестве примера приводится кампания активистов «Молодой Гвардии» в феврале 2006 года с требованиями отставки губернатора Пермского края Олега Чиркунова.
7 июля 2007 года активисты «Молодой Гвардии» и «Россия молодая» пикетировали съезд коалиции «Другая Россия» Эдуарда Лимонова. Активисты с плакатами выкрикивали: «нам не нужна другая Россия», «нет другой России». На месте проведения пикета, его участники разбросали изображения долларовых купюр. 30 сентября 2007 года аналогичная акция продолжилась у концертного зала Измайлово, где проходил федеральный съезд Другой России.
В августе 2007 года развернули агитацию против лидера РНДС Михаила Касьянова.

### Спам
В 2013 году РБК со ссылкой на Коммерсант опубликовал информацию о скором запуске «Молодой Гвардией» системы, которая автоматизирует рассылку политического спама в социальных сетях. Предполагалось, что с помощью данного ресурса активисты МГЕР и других прокремлёвских молодёжных движений будут выводить в мировые или российские тренды мессенджера Твиттер свои хештеги, а также замусоривать спамом темы, выдвигаемые оппозицией.

## Финансирование
Согласно уставу организация обязана «ежегодно публиковать отчет об использовании своего имущества или обеспечивать доступность ознакомления с указанным отчётом», однако на сайте МГЕР такие отчеты отсутствуют. Устав требует от каждого члена МГЕР регулярно уплачивать членские взносы, однако размер членских взносов нигде не упоминается. Согласно отчёту о региональной отчетно-выборной конференции сыктывкарского отделения в 2010 году размер взносов составил 275 рублей, при этом они все ушли на нужды местного отделения
В январе 2012 года КПРФ обвинили МГЕР в том, что они используют гранты и турпутевки, предоставляемые Госдепартаментом США. Представитель МГЕР объяснил это участие «возможной учёбой по обмену опытом».
Два функционера МГЕР, избиравшихся в Государственную Думу по списку «Единой России» на выборах 4 декабря 2011 года, указали в сведениях о доходах и имуществе кандидатов «Молодую Гвардию Единой России» в графе «Наименование организации — источника выплаты дохода». В федеральном списке кандидатов в депутаты Госдумы от «Единой России» у пяти кандидатов в качестве «основного места работы или службы, занимаемой должности, рода занятий» указано «Молодая Гвардия Единой России», причем у одного из кандидатов занимаемая должность называется «начальник отдела социальных проектов». Информация об отделах МГЕР, численности сотрудников и размере заработной платы в открытом доступе отсутствует.
В 2007 году из бюджета Москвы на сумму 61 миллион рублей была профинансирована реклама «Молодой Гвардии Единой России».

## Скандалы
10 августа 2010 года на сайте «Молодой Гвардии Единой России» был опубликован фотоотчёт о том, как молодогвардейцы «тушат» лесные пожары в Рязанской области. Блогеры выяснили, что фотографии датированы 2008 годом, а дым пририсован с помощью Photoshop. Руководитель МГЕР Руслан Гаттаров настаивал, что тушение пожара не было симуляцией, но вскоре ушёл в отставку под предлогом омоложения организации.
В декабре 2010 года на сайте «Молодой Гвардии Единой России» были обнаружены материалы, способствующие разжиганию социальной и межнациональной розни. По словам блогера, который направил запрос в прокуратуру, раздел, озаглавленный «Маргинал-шоу», «изобилует наездами на грузинский народ, сексуальные меньшинства и всех, кто чем-то не угодил». Согласно ответу прокуратуры, «генеральному директору ЗАО „Региональный сетевой информационный центр“ и председателю Политсовета ВОО „Молодая Гвардия Единой России“ направлены представления об исправлении нарушений закона с требованиям блокировать доступ к вышеуказанным страницам Интернет-ресурса». 23 декабря 2010 года сайт «Молодой Гвардии» по адресу molgvardia.ru был недоступен.
В 2011 году на сайте КПРФ была размещена информация, что во время мероприятий в День памяти жертв политических репрессий, члены МГЕР якобы перепутали жертв нацизма и геноцида армян с жертвами Сталина. Официальный представитель МГЕР на это якобы заявил, что извинений не последует, а допустившие ошибку не являются профессионалами, они просто студенты.
В апреле 2015 года интернет-портал «Новости Купчино» выложил новость о соревнованиях по боулингу, организованных муниципальным образованием «Купчино», в которых приняли участие активисты регионального отделения «МГЕР». Изначально эти новости была опубликована в группе Вконтакте регионального отделения «МГЕР». На боулинг со счета купчинского муниципального учреждения культуры «Наш дом» было потрачено 200 000 рублей. Деньги ушли на 350 часов тренировок, услуги судейской бригады из 3 человек, услуги коменданта и медсестры, а также кубки, медали и сладкие призы. После публикации глава Северо-Западного отделения МГЕР, а также депутат МО «Купчино» Михаил Черепанов в официальном заявлении заявил, что это «очередная провокация и ложь со стороны редакции „Новости Купчино“», а также, что отборочный турнир обошелся в 30 000 рублей, а 200 000 рублей были выделены для проведения общего турнира на год, также в турнире могли принять все желающие, однако в результате звонков в муниципалитет и администрацию этого подтвердить не удалось, приглашений на турнир в парадных также не обнаружилось. В конце Черепанов сообщил о своем намерении подать иск по факту клеветы и оскорбления чести и достоинства к учредителям «Новостей Купчино» Павлу Швецу и Владимиру Волохонскому на общую сумму в 4,4 миллиона рублей. В ответ «Новости Купчино» извинились из-за неправильно указанной потраченной суммы, заявив:
«Прошедшее мероприятие, по словам Черепанова было только частью общего турнира по боулингу для жителей муниципалитета, и стоило только 30 тысяч рублей, а не все 200 тысяч. То есть правильно было бы сказать что молодогвардейцы не „сыграли в боулинг за счёт бюджета“, а „начали играть в боулинг за счёт бюджета“. В связи с допущенной неточностью приносим свои извинения читателям.»
Представители «Фонда борьбы с коррупцией» сообщили, что намерены подать заявление в правоохранительные органы о финансовых нарушениях в работе муниципалитета «Купчино». 11 мая в Арбитражном суде Санкт-Петербурга и Ленинградской области состоялось первое заседание по иску Муниципального совета и Местной администрации МО «Купчино», Михаил Черепанов иск так и не подал. Суд в итоге выиграла редакция «Новостей Купчино». Дальнейших исков со стороны МО «Купчино» и Михаила Черепанова не последовало.

## Санкции
22 сентября 2023 года, на фоне вторжения России на Украину, «Молодая Гвардия» включена в санкционный список Канады против организаций причастных к депортации украинских детей в Россию, а также за создание и распространение дезинформации и пропаганды.

## «Молодая Гвардия Единой России» и «Наши»
С первых дней образования «Молодой Гвардии Единой России» (МГЕР) возникло соперничество за административный ресурс между нею и движением «Наши». Преимущество МГЕР перед «Нашими» в регионах было связано с тем, что МГЕР опиралась на поддержку местных отделений партии «Единая Россия», а у «Наших» поддержка на местах отсутствовала, и они зависели от центра, которым в период с 2008 по 2014 год для них являлось Федеральное агентство по делам молодёжи (Росмолодёжь). Комиссары «Наших» в частных беседах обвиняли «Молодую Гвардию» в «плагиате» — копировании проектов, ранее реализуемых движением «Наши», а также в использовании названия комсомольского подпольного движения времён Великой Отечественной войны.
На политической смене форума Селигер 2009, на встрече с директором форума и комиссаром движения «Наши» Ильёй Костуновым, активист Молодой Гвардии из Самары задал вопрос:
Чем отличается Молодая Гвардия от движения «Наши»? И возможно их объединение?
На что директор форума и комиссар «Наших» Илья Костунов ответил:
Молодая Гвардия - это гвардейцы кардинала, а «Наши» - это мушкетёры короля. Обе организации созданы с разными задачами. Молодая Гвардия использует стратегию в молодёжном парламентаризме, а движение «Наши» создано преимущественно для проведений массовых уличных акций.
В 2007 году, в рамках партийного проекта «ПолитЗавод», «Наши» получили в региональных списках партии «Единая Россия» только два депутатских места. Депутатами стали комиссары Юрий Сопрыкин (4 созыв, зак. собрания Краснодарского края) и Роман Русанов (5 созыв, зак. собрание Владимирской области). В остальных регионах депутатские мандаты получили члены «Молодой гвардии».
12 марта 2014 года сопредседатель координационного совета МГЕР Сергей Поспелов распоряжением Правительства РФ № 357-р назначен руководителем «Федерального агентства по делам молодёжи» (Росмолодёжь), которое со дня его основания контролировалось комиссарами движения «Наши», сменив на посту Сергея Белоконева — комиссара движения «Наши».
В 2015 году новое руководство Росмолодёжь во главе молодогвардейца Сергея Поспелова отказалось от дальнейшего проведения форума «Наших» Селигер, создав на новой площадке новый форум «Территория смыслов».

## Руководство
Первые руководители во главе МГЕР в разный период её деятельности:

| - Демидов, Антон Вячеславович (2022 — н.в.) - Давыдов, Денис Александрович (2014—2021) - Руднев, Максим Вячеславович (2012—2014) - Прокопенко, Тимур Валентинович (2010—2012) - Гаттаров, Руслан Усманович (2009—2010) | - Туров, Артем Викторович (2008—2009) - Турчак, Андрей Анатольевич (2007—2008) - Воронова, Татьяна Геннадьевна (2005—2007) - Буратаева, Александра Манджиевна (2000—2005) |